# 이승해
이승해(李昇海, 1980년 1월 8일 ~ )는 대한민국의 중국어 강사 겸 저술가이다.

## 주요 이력
서울에서 출생하였으며 한 때 인천에서 잠시 유아기를 보낸 적이 있다. 동국대학교 중어중문학과 98학번 출신인 그녀는 동국대 2학년 휴학 중이었던 2001년 중국어 강사로 첫 입문하였다.

## 학력
- 동국대학교 중어중문학과 학사(2006년 2월)

## 출연작

### 라디오 프로그램
- 아리랑 라디오 《니하오 코리아》
- EBS FM 《포켓 중국어》
- EBS FM 《니하오 차이나》
- EBS FM 《라디오 행복한 교육 세상》 - 2017년 게스트

## 주요 작품

### 저서
- 《커이커이 중국어 첫걸음》(2006.02.28. - 다락원)
- 《버전업! 독학 중국어 첫걸음》(2010.01.21. - 동양문고)
- 《엽기강사 이승해의 커이커이 중국어 첫걸음》(2011.03.24. - 다락원)